# Mauro Bole
Mauro Bole, genannt Bubu (* 21. Mai 1968 in Triest), ist ein italienischer Kletterer. Er bewegt sich in den oberen Schwierigkeitsgraden des Klettersports. Alpinzeitschriften beschreiben seine sportlichen Leistungen mit Superlativen.

## Karriere
Mauro Boles schwerste Sportklettereien liegen bei Schwierigkeitsgrad 8a+ on sight und 8b/c. Im Mixed Gelände M10 on sight. Am 31. Januar 2001 gelang ihm mit „The Empire Strike Back“ (M10+/M11) die bis dahin schwerste Mixed-Kletterei der Welt. Am Shipton Spire (5.850 m) im Karakorum gelang ihm ein neuer Rekord; er war der erste Mensch, der den Schwierigkeitsgrad 8a in über 5.000 Metern Höhe kletterte. Mit On-Sight bezeichnet man die Begehung einer unbekannten Route im ersten Versuch, wobei der Kletterer außer den allgemein bekannten Fakten keine weiteren Informationen über die Route besitzt.

## Bedeutendste Erfolge
- „Millennium“ (8a), erste on-sight Begehung
- „Couzy“ (8b), erste freie Begehung
- „Varuk“ (8a), erste Begehung
- „Nurejev“ (8a), Sass Maor, erste Begehung
- „Schweizerweg“, Les Courtes, Nordwand, solo, in 2,5 Stunden
- „Contamine“, Aiguille de Triolet, Nordwand, solo, 2 Stunden
- „Gabarrou-Albioni“ und „Modica-Noury“, Mont Blanc du Tacul, solo, in 8 Stunden
- Matterhorn-Nordwand, solo
- „Vol de nuit“ (M8-), Mont Blanc du Tacul, on-sight
- „The Empire Strike Back“ (M10+/M11) und „X Files“ (M10), Val di Cogne
- „Welcome to the machine“ (M9), on-sight und „009“ (M9), Valsavarenche
- „Quartier nord“ (M10), Freissinières, on-sight
- „Reptile“ (M10), on-sight, „Amphibian“ (M9+), on-sight, „Fatman and Robyn“ (M9), „Octopussy“ (M8), on-sight, Vail
- „Bärenkralle“ (M9+), „Traumfänger“ (M9+), Sigmund-Thun-Klamm[2]
- „Ronin“ (M9+), Val Dogna, erste Begehung
- „Never say Never“ (M8+), Valsavarenche, erste Begehung
- „Twin Peaks“ (M9), erste Begehung, „Candles in the wind“ (M8), Val di Cogne, erste Begehung
- „No more leashes“ (M8), Lanzada, erste Begehung